# 长春工程学院
长春工程学院位于中华人民共和国吉林省长春市，是2000年由三所具有50年办学历史的全国示范性高等工程专科重点建设学校—长春建筑高等专科学校、长春工业高等专科学校、长春水利电力高等专科学校合并组建的一所以工为主，工、管、文、理、艺术等学科协调发展的多科性普通本科大学，隶属于吉林省人民政府。
截止2024年10月16日，学校现有湖东和湖西两个校区，占地总面积45.8万㎡，各类校舍总建筑面积44万㎡，拥有固定资产总值11.97亿元，其中教学科研仪器设备总值4.38亿元，图书馆拥有中外文纸质图书190.91万册、电子图书310.8万种。

## 历史
学校的办学历史可追溯至新中国建立初期，在1951年9月到1953年7月，为在短时期迅速恢复和建立国家基础工业体系，经东北人民政府、中央人民政府燃料工业部筹划和批准，分别成立了长春土木建筑高级职业学校、长春测量地质技术学校和长春水力发电工程学校。
20世纪80年代中期以前，三所学校均几经易名，隶属关系和办学层次多次变更，主要归属原冶金工业部和水利电力部管理，为冶金建筑、冶金地质和水利水电行业培养一线专门技术人才。
1984年到1985年，经教育部批准，三所学校分别升格为长春建筑专科学校、长春冶金地质专科学校和东北水利水电专科学校。在20世纪90年代到21世纪的十余年办学历程中，有4项教学改革成果获国家级教学成果二等奖，教务处曾两次被教育部评选为“全国普通高校优秀教务处”；1997年，三校均被教育部遴选确定为全国示范性高等工程专科重点建设学校。1996年开始，三所学校陆续招收并培养建筑工程等16个专业本科生。
2000年3月，教育部正式批准长春建筑高等专科学校、长春工业高等专科学校、长春水利电力高等专科学校合并组建长春工程学院，高为峰出任校长。2007年2月，经中国人民解放军总政治部和教育部批准，学校成为全国具有国防生招生资格的七十所大学之一。
2011年9月，学校被教育部正式批准为实施“卓越工程师教育培养计划”高校。
2011年10月，学校被国务院学位委员会确定为“服务国家特殊需求人才培养项目——学士学位授予单位开展培养硕士专业学位研究生”试点单位，开始在水利工程、建筑与土木工程领域招收培养硕士研究生。

## 学术研究

### 科研建设
“十一五”至2013年，学校教师主持和承担各级各类科研课题1000余项，其中国家级课题23项、省部级课题470项。2009-2013年，获得省部级及以上科技奖项67项，其中获国家科学技术进步奖二等奖1项；发表论文2176余篇, 其中三大索引SCI、EI、IEEE和人文社科权威级学术期刊论文551篇。2005年科技经费达到1555万元人民币。

### 研究机构
截止2013年5月，学校与企业共建产学研基地23个；建有1个省高校创新团队。学校建有吉林省配电自动化工程研究中心、吉林省汽车零部件集成制造技术研究中心、吉林省城市建设发展研究中心、吉林省土木工程抗震减灾实验室、吉林省城市污水处理重点实验室、吉林省水工程安全与灾害防治工程实验室、吉林省建筑能源供应及室内环境控制工程研究中心等省级科技平台9个。

## 合作交流
截止2020年3月，长春工程学院与英国西苏格兰大学、俄罗斯南俄国立技术大学、美国新墨西哥州立大学、西班牙罗维拉•维尔吉利大学等30余所国外高校建立了合作关系，互派留学生，互派专家、学者进行国际学术交流和科研协作，并与英国西苏格兰大学、俄罗斯南俄国立技术大学、美国新墨西哥州立大学合作举办本科教育项目。
学校设立了中青年教师出国进修专项经费，选派中青年教师出国进修。2009年-2013年，共选派近70人次教师赴美国、日本、俄罗斯、英国、德国、荷兰、丹麦等国外高校进行访学、交流或进修。学校保持与冶金、有色金属、建筑、水利、电力等行业企业的传统联系和友谊巩固并扩大学研合作教育领域。 

## 办学规模

### 院系专业
Template:长春工程学院

### 学科专业
截止2013年5月，学校建有计算机基础训练中心、工程训练中心、先进制造技术实践教学基地、电力系统仿真实践教学基地、土木工程施工工艺实践教学基地、岩土工程与钻探实践教学基地、电厂仿真实践教学基地、服装工艺实践教学基地、现代商务模拟实践教学基地和管理工程实践教学基地等10个校内实习实训基地，建有131个校外实习基地，其中相对稳定的基地84个；建有省级实践教学示范中心4个。
截止2013年5月，学校电力系统及其自动化、水利水电工程、防灾减灾工程及防护工程3个学科为吉林省优势特色重点学科，土木工程、水利水电工程、资源勘查工程、电气工程及其自动化、机械设计制造及其自动化、工程造价、热能与动力工程、测绘工程等10个专业为国家级、省级特色专业。

### 师资力量
截止2020年3月，学校现有教职员工1300余人，其中专职教师975人，80%以上为“双师双能型”教师，正高级职称132人，副高级职称354人，硕士研究生导师95人。100余人次获新世纪百千万人才、国务院特殊津贴、全国及宝钢优秀教师、教育部新世纪人才、省高级专家、省政府特殊津贴、省拔尖创新人才、吉林省优秀教师、长白山技能名师等荣誉称号。58人被相关科研单位和高校聘为博士、硕士研究生导师。

### 教学建设
“十一五”-2013年，学校教师和教学管理人员主持或参加了408项各级各类教研教改课题，其中省部级课题123项；获吉林省教学成果奖28项；获省级以上（含省级）现代教育技术优秀成果奖33项；出版教材和专著210部；建成省级精品课程10门、省级优秀课程52门；建有省级人才培养模式创新实验区3个。2013年学校已与英国西苏格兰大学合作开办了土木工程专业和机械设计制造及其自动化专业本科教育项目。

## 学校领导
长春工程学院历任党委书记:
- 李春生  （2000.05-2016.03）
- 李岩峰  （2016.03-2017.01）
- 潘福林  （2017.01-2020.08）
- 胡明  （2021.01-）

长春工程学院历任校长:
- 高为峰  （2000.05-2004.01）
- 石曙光  （2004.03-2008.01）
- 韩立强  （2008.05-2017.01）
- 胡明  （2017.02-2021.01）

## 知名校友
鄂竟平，男，汉族，1956年1月生，河北乐亭人，1973年2月参加工作，1977年1月加入中国共产党，1977年毕业于水工专业，教授级高级工程师。2013年时任国务院南水北调工程建设委员会办公室党组书记、主任。
王德学，男，汉族，吉林榆树人，1954年3月出生，研究生学历，硕士学位，1972年毕业于机械工程专业，1974年10月加入中国共产党，教授级高级工程师。2013年时任国家安全生产监督管理总局党组副书记兼副局长、国家安全生产应急救援指挥中心主任。
徐建，男，汉族，1980年毕业于工民建专业，教授级高工。2013年时任中国机械工业集团有限公司董事、党委常委、总经理。
段成桂，字伯硕，男，汉族，1942年7月生于吉林市，1964年毕业于热动专业，著名书法家，书画鉴定家，中共吉林省委决策咨询委员会委员，文化部优秀专家，吉林省首批省管优秀专家，享受国务院特殊津贴专家，世界教科文卫专家成员。
沈太福，吉林梨树县人，水利水电专科学校毕业。

## 文化传统

### 校徽
一、基础元素。
- 中国书法家协会主席沈鹏手写体校名：长春工程学院；
- CHANGCHUN INSTITUTE OF TECHNOLOGY；
- 三维正方体。三维正方体由字母G、C变形组合而成。字母G、C取“工程”两字汉语拼音 Gong Cheng 首字母。

二、标志说明。
- 圆形加三维组合设计，象征着团结向上，为一个共同目标而努力奋斗的精神品质，在视觉上产生强烈的空间感和视觉冲击力，突显标志的协调和大气。
- 标志中字母“C”相对排列，好象一本翻开的书页，代表学院具有丰富的文化内涵，积极开展教育和科研工作。
- 字母“G、C”结合紧密，好象建筑结构，象征学院“笃行务实，治学严谨”的教育风格。
- 顶部“G”好象一条弯然的公路，代表学生人生新路将在这里开始。
- 标志选用蓝色，因为蓝色是“工业、水利、交通、机械、高科技、工商、建筑、化工”的代表色。

### 校训
- “明德致远”：体现学校1951年办学来追求真理，追求知识，塑造高尚人格，培养学生树立献身祖国建设的理想，促进学生德智体全面发展的不懈追求和努力。
- “笃行务实”：反映学校在培养合格的社会主义建设者和接班人过程中对踏实严谨，务实求真的作风的养成和矢志不渝的追求。